# Alberto Albero
Alberto Albero (Pisa, 4 febbraio 1952) è un ex lunghista italiano, tre volte campione italiano indoor.

## Biografia
È stato primatista italiano di salto in lungo indoor con la misura di 7,84 m, record stabilito a Milano durante i campionati italiani indoor del 1976. Inoltre ha detenuto per molti anni il record italiano allievi sugli 80 m ostacoli. Poco dopo aver fatto il minimo per partecipare ai Giochi olimpici di Montréal 1976 ha dovuto lasciare l'atletica a causa di problemi tendinei all'età di 24 anni, nel pieno delle sue potenzialità.
Successivamente è diventato allenatore, portando in pochi mesi l'altista Alessandro Parra da un personale di 2,12 m a 2,18 m. È stato anche commissario tecnico della nazionale di long casting, portandola a vincere vari mondiali della succitata specialità.

## Palmarès
| Anno | Manifestazione | Sede   | Evento         | Risultato | Prestazione | Note  |
| ---- | -------------- | ------ | -------------- | --------- | ----------- | ----- |
| 1976 | Europei indoor | Monaco | Salto in lungo | 6º        | 7,60 m      | [ 2 ] |

## Campionati nazionali
- 3 volte campione nazionale assoluto indoor di salto in lungo (1972, 1975, 1976)[3]